# رايموند لوف
رايموند لوف (11 مايو 1888 في المملكة المتحدة - 12 أكتوبر 1962 في المملكة المتحدة) (بالإنجليزية: Raymond Love)‏ هو لاعب كريكت بريطاني (وحمل سابقاً جنسية المملكة المتحدة لبريطانيا العظمى وأيرلندا). لعب مع نادي مقاطعة هامبشاير للكريكت ‏.

## وصلات خارجية
- رايموند لوف على موقع إي آس بي آن كريك إنفو (الإنجليزية)